# Śląsk (tỉnh)
Śląsk là một tỉnh của Ba Lan, giáp biên giới với vùng Žilina của Slovakia. Tỉnh lỵ là Katowice. Tỉnh có diện tích 12.294,04 ki-lô-mét vuông, dân số thời điểm giữa năm 2004 là 4.707.825 người.

## Các thành phố thị xã
Tỉnh có thành phố và thị xã. Bản sau đây sắp xếp theo thứ tự dân số giảm dần (số liệu dân số thời điểm năm 2006)):
| Katowice (315.996) Częstochowa (246.129) Sosnowiec (225.202) Gliwice (199.099) Zabrze (190.610) Bytom (187.205) Bielsko-Biała (176.678) Ruda Śląska (145.929) Rybnik (141.382) Tychy (130.842) Dąbrowa Górnicza (129.753) Chorzów (114.434) Jaworzno (96.051) Jastrzębie-Zdrój (95.149) Mysłowice (74.988) Siemianowice Śląskie (72.451) Żory (62.625) Tarnowskie Góry (61.107) Piekary Śląskie (59.494) Będzin (58.659) Racibórz (57.352) Świętochłowice (55.172) Zawiercie (52.926) Wodzisław Śląski (49.319) | Knurów (39.823) Mikołów (38.392) Cieszyn (36.014) Czechowice-Dziedzice (34.811) Czeladź (34.173) Myszków (32.830) Żywiec (32.078) Czerwionka-Leszczyny (28.486) Pszczyna (25.621) Lubliniec (24.229) Rydułtowy (21.950) Łaziska Górne (21.906) Bieruń (19.642) Pyskowice (19.127) Orzesze (18.830) Radlin (17.673) Radzionków (17.220) Lędziny (16.156) Ustroń (15.420) Skoczów (14.641) Pszów (14.012) Kłobuck (13.193) Wisła (11.453) Blachownia (9.863) | Wojkowice (9.434) Poręba (8.784) Kalety (8.657) Imielin (7.887) Miasteczko Śląskie (7.368) Łazy (7.139) Sławków (6.833) Koniecpol (6.303) Szczyrk (5.860) Siewierz (5.528) Kuźnia Raciborska (5.517) Krzepice (4.524) Ogrodzieniec (4.465) Żarki (4.419) Woźniki (4.410) Szczekociny (3.912) Toszek (3.822) Strumień (3.397) Wilamowice (2.818) Koziegłowy (2.505) Krzanowice (2.207) Pilica (1.971) Sośnicowice (1.747) |